# Чоя
Чоя (рос. Чоя) — село Чойського району, Республіка Алтай Росії. Входить до складу Чойського сільського поселення.
Населення — 1922 особи (2015 рік).